# Dominik Banaszek
Dominik Banaszek (ur. 16 listopada 1993) – polski judoka i trener judo.
Zawodnik UKJ 225 Warszawa (od 2006). Brązowy medalista mistrzostw Polski seniorów 2017 w kategorii do 81 kg. Ponadto. m.in. młodzieżowy wicemistrz Polski 2014 w kategorii do 90 kg. Trener judo w UKJ 225 Warszawa.